# Museo de Cerámica Nacional (Chinchilla de Montearagón)
El Museo de Cerámica Nacional de Chinchilla de Montearagón es un espacio museístico dedicado íntegramente a la alfarería y la cerámica del conjunto de España; fue creado por el matrimonio Belmonte-Useros, tras recorrer entre 1973 y 1980, año de su inauguración, la geografía española rescatando piezas en los alfares activos durante ese periodo. En 2005, el museo contaba con obras de 576 alfarerías de 47 provincias del país.

## Sueños de barro

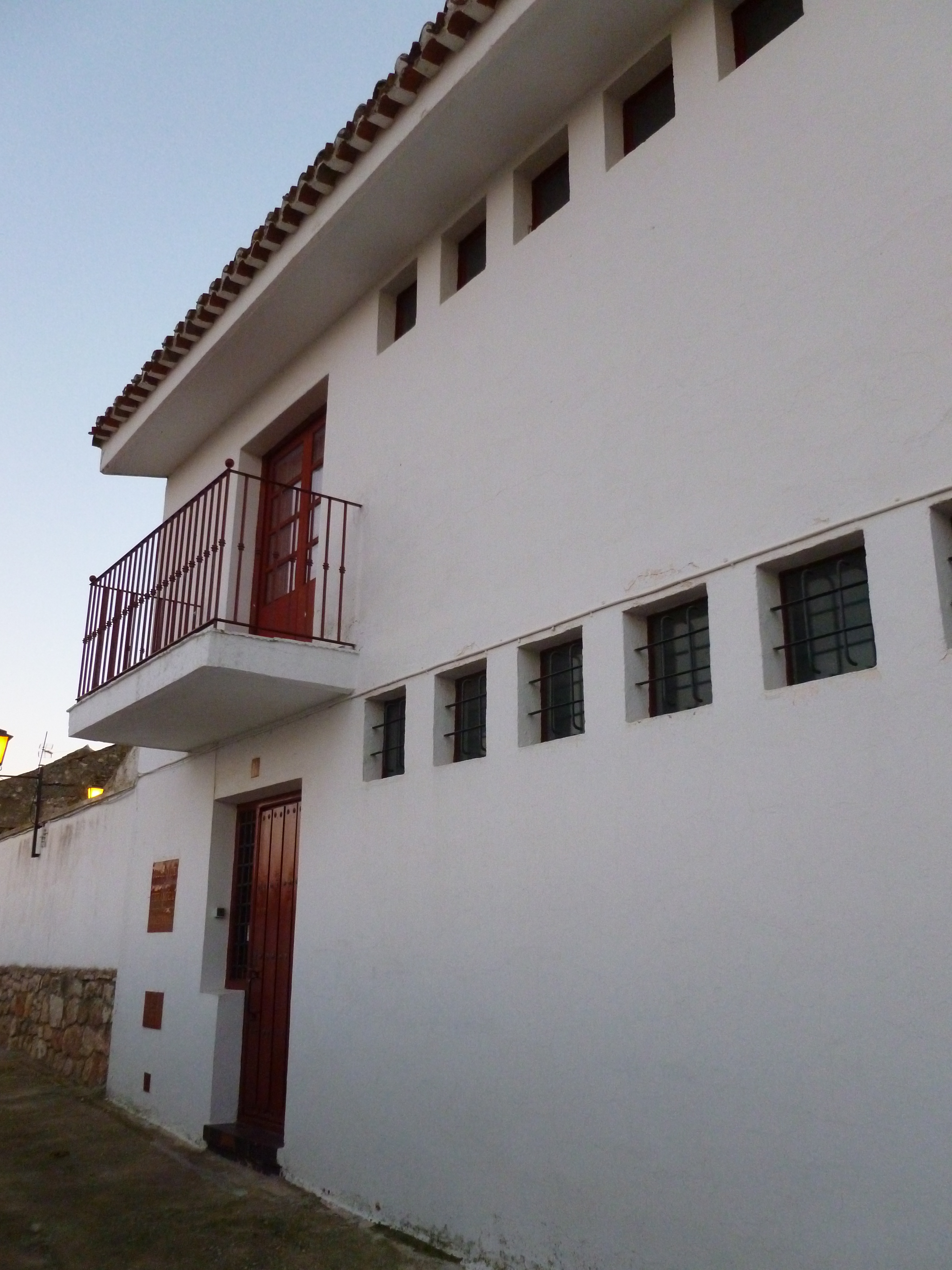
Fachada del Museo Nacional de Cerámica.

En 1968 Carmina Useros y Manuel Belmonte comenzaron a recorrer la provincia de Albacete en busca de una especie en vías de extinción: el artesano. Fruto de ello fue la publicación en 1973 del libro En busca de la Artesanía de Albacete, que presentaron en Chinchilla junto con una muestra de los trabajos artesanos rescatados. La inusitada repercusión del hecho les llevó a promover una exposición mayor, y ya con la ayuda específica de los tres alfareros que quedaban en Chinchilla (de los 36 que trabajaban a principios del siglo XX).
De allí nacería la idea de crear un modesto museo provincial de la artesanía del barro, ubicándolo en una localidad como Chinchilla de Montearagón, en la que se llevaba trabajando la arcilla desde el neolítico. Inevitablemente, la propuesta fue extendiéndose por la geografía española, continental e insular. En 1978 se emprendió, paralelamente, la batalla administrativa y la recaudación de fondos para la creación de un museo de cerámica nacional en Chinchilla.

## El museo
El Museo de Cerámica de Chinchilla de Montearagón fue inaugurado  el 26 de junio de 1980, con patrimonio de sus fundadores, los donativos de particulares y vecinos, las recaudaciones en diversos actos culturales y el inevitable préstamo bancario. En ocasiones la ayuda llegó en especies: tejas, ladrillos, cemento, etc.
El museo ocupa el edificio diseñado por el arquitecto Carlos Belmonte sobre un antiguo solar del barrio de Santa Ana. Contiene una colección compuesta por casi dos mil piezas de alfarería y cerámica española, procedentes de 576 talleres. Se exponen en seis salas y están agrupadas por provincias. Los nombres de las piezas, sus autores y lugar de origen están anotados en el catálogo publicado en el 25 aniversario de la fundación del museo.
El museo realiza también exposiciones temporales y cursos estivales de cerámica.

### Cerámica de Chinchilla de Montearagón

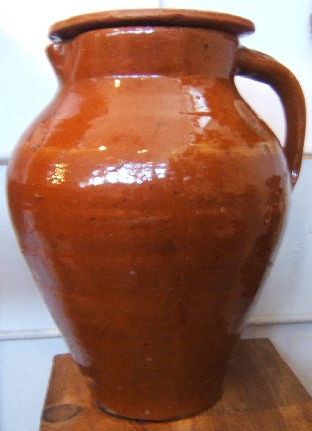
Puchero de frito hecho por Luciano Carcelén, alfarero de Chinchilla del siglo XX. Museo de Cerámica de Chinchilla de Montearagón (Albacete).
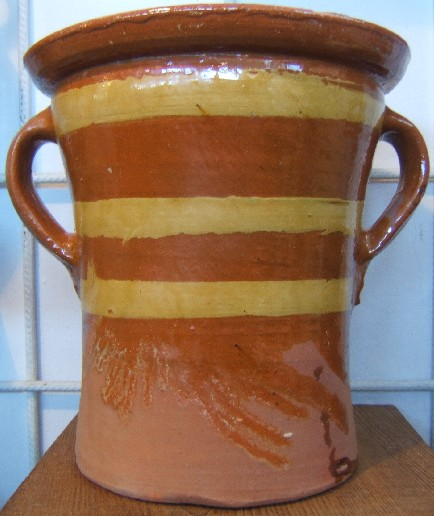
Bacín, obra de Antonio Tortosa, alfarero de Chinchilla del siglo XX. Museo de Cerámica de Chinchilla de Montearagón (Albacete).
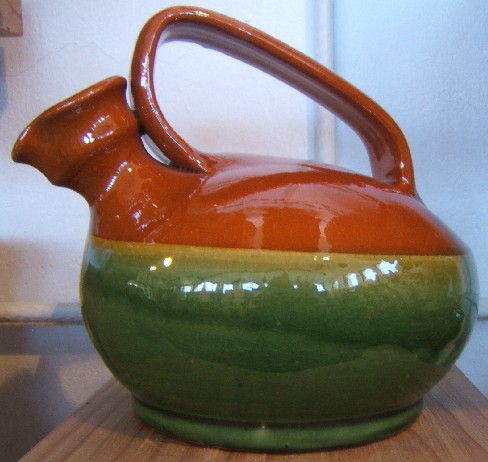
Licorera, obra de Antonio Tortosa, alfarero de Chinchilla del siglo XX. Museo de Cerámica de Chinchilla de Montearagón (Albacete).

### Alfarería de agua

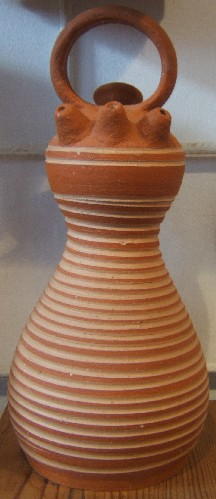
Botijo rayado de Totana (Murcia), obra de José María Bellón, alfarero del siglo XX. Museo de Cerámica de Chinchilla de Montearagón (Albacete).
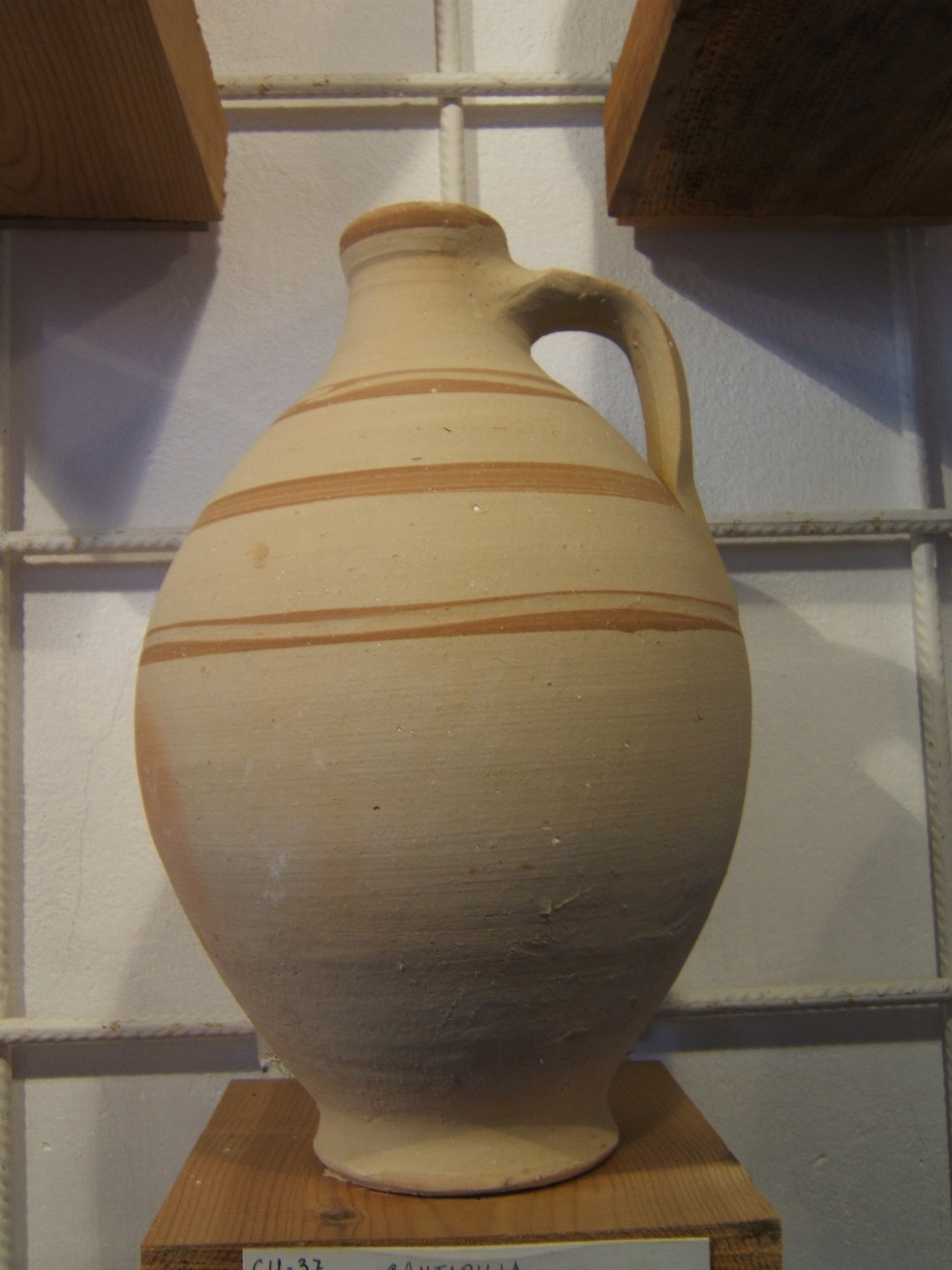
Cantarilla de Priego (Cuenca), obra de Julián Parra, alfarero del siglo XX. Museo de Cerámica de Chinchilla de Montearagón (Albacete).
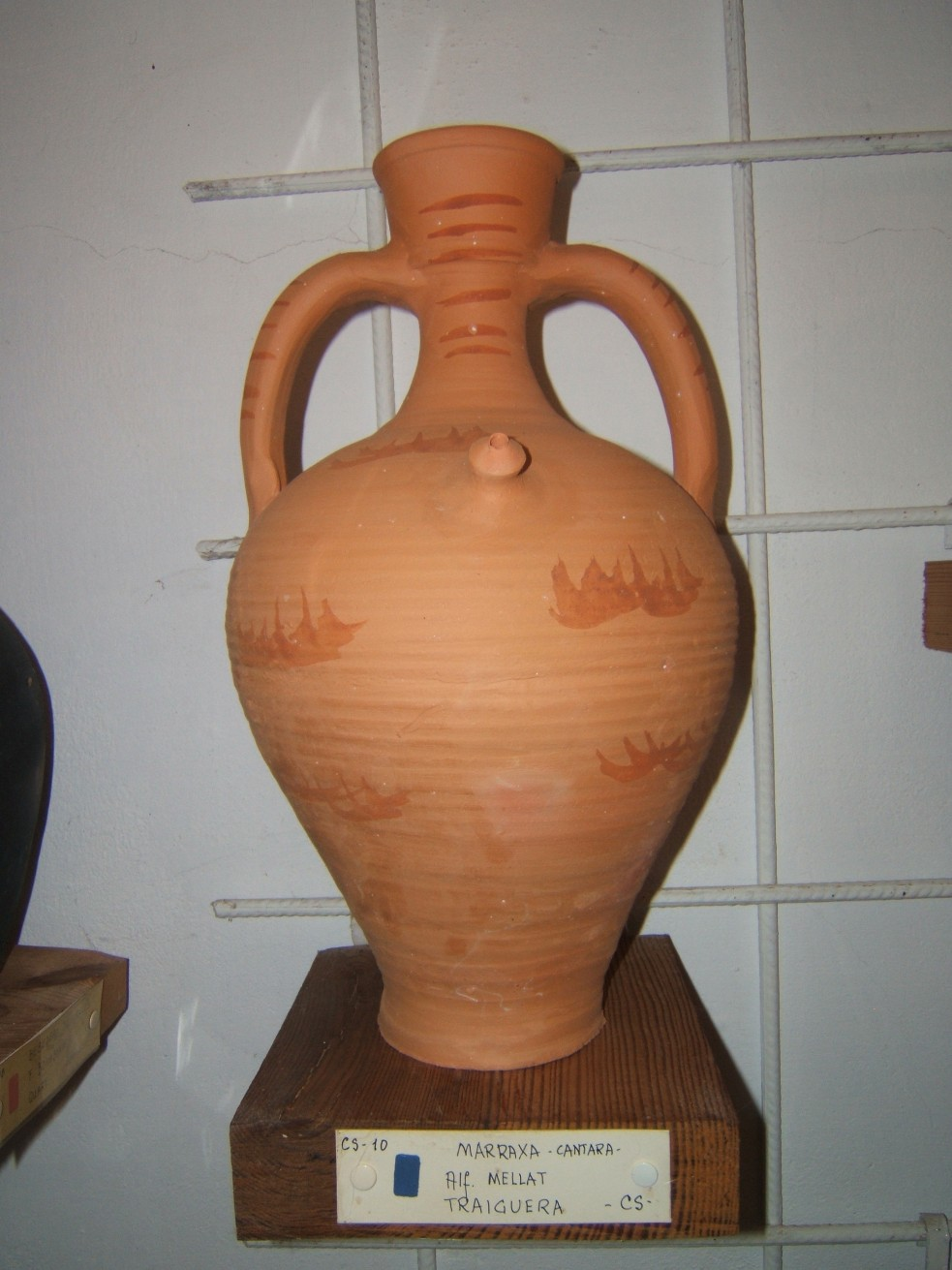
Cantarilla de pitorro o 'marraxeta' de Traiguera (Castellón), obra de Santiago Mellat, alfarero del siglo XX. Museo de Cerámica de Chinchilla de Montearagón (Albacete).